# Mk 38 25 mm 機関砲
Mk 38 25 mm 機関砲（Mk 38 25ミリきかんほう、Mark 38 Machine Gun System）は、アメリカ海軍の艦載機関砲システム。1門のM242 25mm機関砲とMk.88銃架から構成されており、また、Mod 2では光学照準装置も追加されている。

## 概要
1977年、アメリカ海軍はそれまで使用していたMk.10 20mm機関砲およびMk.16 20mm機関砲の更新が必要であると考えるようになった。この時期までに、既に対空射撃能力に優れたMk.15 20mm CIWSが導入されていたことから、対水上射撃能力が重視されることとなった。この要求に基づいて開発されたMk.38 Mod 0の配備は1986年に開始された。
Mk.38で採用されたM242機関砲は、陸軍のM2ブラッドレー歩兵戦闘車で既に採用されていたもので、外部動力によりチェーンを介して駆動させる、いわゆるチェーンガンである。発射速度は高くないが、信頼性に優れている優秀な機関砲である。

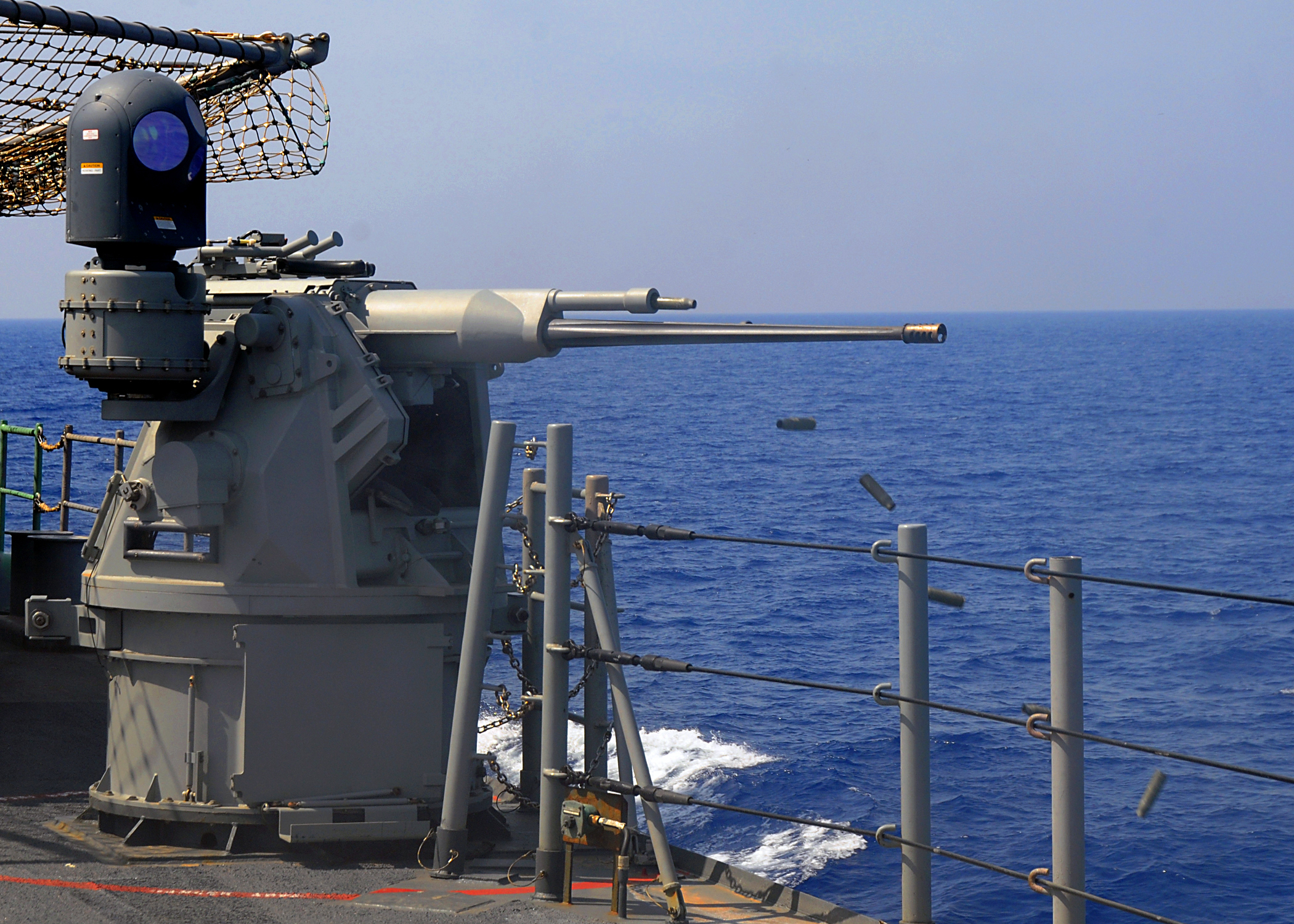
光学照準装置を備えたMk.38 Mod 2

初期のMod 0, Mod 1は簡素な人力操作式で、照準・操作の両方が砲側の射撃員によって行われる。現在では、イスラエルのタイフーンシステムを元にした改良型のMod 2の配備が開始されている。Mod 1からの変化は給弾機構を改良し、電子照準装置や測距装置を備え、砲塔を安定化して遠隔操作式となった。日本の海上保安庁の20mm RFSに類似した性格を持ち、艦艇から洋上の脅威（小型高速艇、機雷、沿岸の敵部隊など）に対して射撃を加えることができる。近年、特に洋上対テロ用途のため、戦闘艦艇・補助艦艇に幅広く搭載されている。
また、サイクロン級哨戒艇の主兵装として、Mk.96が開発された。遠隔操作式の砲塔は安定化されている。そのほか、発射速度を上昇させたMk.46 Mod 0というタイプが開発され、MH-60S ナイトホーク・ヘリコプターに搭載されて空中から機雷を探知・撃破するRAMICS（Rapid Airborne Mine Clearance System）計画に使用される。

## 採用国と搭載クラス
アメリカ海軍
ほぼすべての戦闘艦艇・補助艦艇
- タイコンデロガ級ミサイル巡洋艦
- アーレイ・バーク級ミサイル駆逐艦
- オリバー・ハザード・ペリー級ミサイルフリゲート
- サイクロン級哨戒艇
- Mk VI型哨戒艇
- タラワ級強襲揚陸艦
- ワスプ級強襲揚陸艦
- クリーブランド級ドック型輸送揚陸艦
- ホイッドビー・アイランド級ドック型揚陸艦
- ハーパーズ・フェリー級ドック型揚陸艦
- サプライ級高速戦闘支援艦

 アメリカ沿岸警備隊
- ハミルトン級カッター
- リライアンス級カッター
- アイランド型カッター
- センチネル型カッター
- 「アレックス・ヘイリー」（WMEC-39）

 スペイン海軍
- メテオロ級哨戒艦

 フィリピン海軍
- デル・ピラール級哨戒艦

## 登場作品

### テレビドラマ
『ザ・ラストシップ』
架空のアーレイ・バーク級ミサイル駆逐艦「ネイサン・ジェームズ」の搭載火器としてMod.2が登場。対空・対水上戦闘で使用される。撮影に使われているのは実物である。

### ゲーム
『WarRock』
ハミナ級ミサイル艇に搭載されている。4番席に移動することでプレイヤー使用可能。